# Stávky za prosazení Svátku práce v českých zemích (1890)

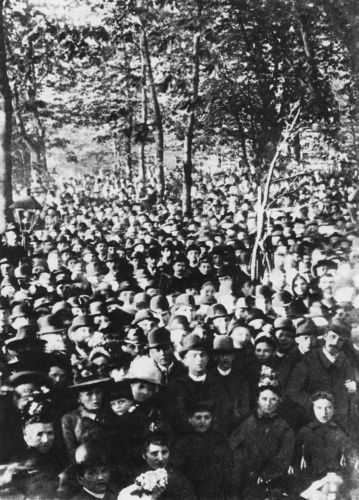
Tzv. tábor lidu 1. května 1890 na pražském Střeleckém ostrově, počátek české tradice prvomájových dělnických oslav

Stávky za prosazení Svátku práce v českých zemích byly rozsáhlou sérií, především dělnických a hornických, stávkových akcí, které v českých zemích, podobně jako v zahraničí, proběhly především v dubnu a květnu roku 1890. Vypukly jakožto manifestace za ustanovení 1. května jakožto tzv. Svátku práce, který by byl uznán jakožto symbol sociální emancipace dělnické sociální vrstvy, na řadě míst Čech, Moravy a Slezska. Zúčastnilo se jí podle dobových odhadů tisku až patnáct tisíc dělníků a horníků. Nejdramatičtěji proběhly pak stávky v Moravské Ostravě v dubnu, a následně v Nýřanech v květnu 1890, které byly následně tvrdě potlačeny rakouským četnictvem podpořeným vojskem a vyžádaly si více než dvacet obětí na životech, desítky zatčených a uvězněných.

## Příčiny
Tzv. Svátek práce vzešel z tradice připomínky událostí stávky 300 000 dělníků v Chicagu 1. května 1886, při ní došlo ke srážkám s policií a úmrtím mezi demonstranty. V USA byl celostátně slaven 1. května 1888, kdy probíhaly celý den stávky a demonstrace na památku dva roky starých událostí. O rok později (tedy 1889) přijala II. internacionála, jakožto mezinárodní koordinační orgán levicových politických skupin, na návrh francouzských socialistů 1. květen (nebo též 1. máj) za oficiální Svátek práce. Podobně jako v dalších evropských zemích, i v českých zemích v rámci Rakouska-Uherska byly dělnickými spolky a levicovými politickými organizacemi, zejména českými sociálními demokraty, připravovány stávky a oslavy tohoto dělnického svátku.  

## Stávka v Moravské Ostravě
K vůbec nejmasivnějším stávkám došlo v hornických revírech v Moravské Ostravě ještě před 1. květnem 1890. Již roku 1881 zde propukla jedna z prvních velkých stávek horníků kvůli mzdovým rozdílům, správě nemocenské pokladny ad., jež vyvolala interpelaci až v parlamentní Říšské radě. Nepokoje zde pak vypukly v dubnu 1890 během příprav prvomájové stávky, a sice po vznesení žádosti zástupci horníků k faráři Janu Bittovi, zda by na 1. máje odsloužil za horníky polní mši, na kterou shromáždili formou sbírky peníze. Farář však sloužení mše odmítl a z obav o drastický zásah se strany důlních společností a státní moci informoval o záměru stávky vedení důlních závodů. To vedlo k zatčení několika horníků a propuštění ze zaměstnání několika dalších, což vedlo k následnému propuknutí nepokojů.
Již 15. dubna byly v noci vytlučeny horníky okna Bittovy fary, stejně tak toho dne vstoupily desetitisíce horníků v ostravských revírech do stávky. Ke stávce se záhy připojili též dělníci v Rothschildových ocelárnách ve Vítkovicích, kteří následně vypustili páru strojům a kompletně tak zastavili provoz. 19. dubna se ke stávce připojili též horníci v dolech arcivévody Albrechta a hraběte Larische v Karviné v počtu asi šesti tisíc dělníků, stejně jako několik dolů ve Slezsku (na území pozdějšího Polska). Vedení stávkujících následně narychlo sestavilo čtyři body svých požadavků: uznání 1. května jakožto dělnického svátku, osmihodinové pracovní doby, zrušení práce od kusu a zavedení minimální mzdy.  
V reakci na dění na Ostravsku bylo následně do oblasti staženo vojsko z širokého okolí Moravy, Slezska i Haliče, aby stávky potlačilo, celkový počet vojáků tvořilo minimálně 14 pěších praporů a 4 eskadrony jezdectva. K prudkým srážkám v ulicích města došlo již 20. dubna, při kterých zahynuli první demonstrující a byly zraněny desítky lidí. Rovněž došlo k rozsáhlému zatýkání, které posléze způsobilo přeplnění zdejší věznice, kde se následně 20 uvězněným podařilo uprchnout, přičemž jiní dva byli při útěku zabiti. Zatýkání pak probíhalo i v dalších dnech, došlo pak k jejich uvěznění a následného nuceného přesídlení pryč z Ostravy.   
Práce na většině míst byla pak obnovena až 24. a 25. dubna 1890. Z obav z opakování takových událostí během 1. máje zůstalo vojsko v Ostravě až do 10. května.   

## Stávky na 1. máje 1890

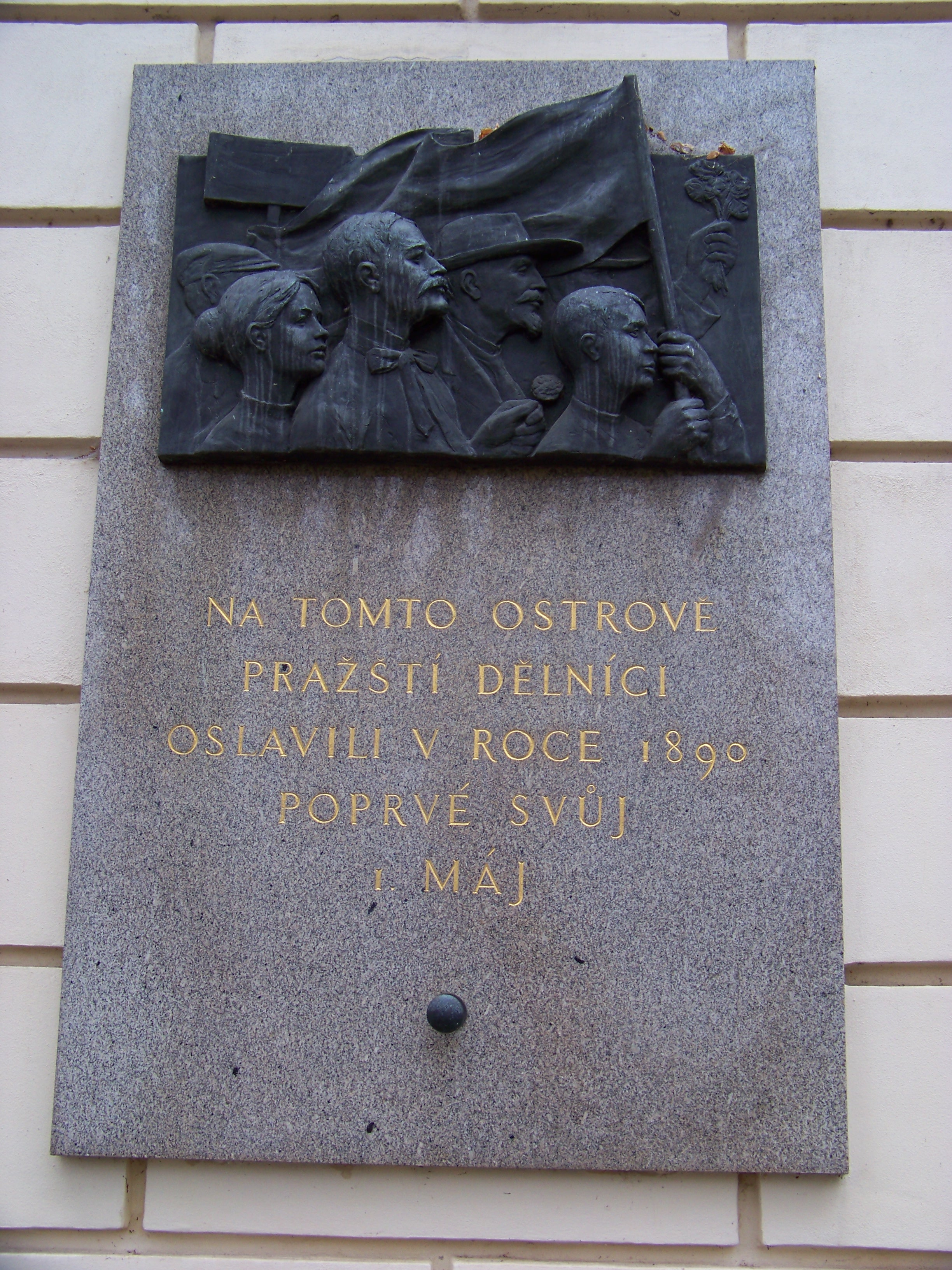
Pamětní deska oslav 1. máje 1890 na Střeleckém ostrově

I přes hrozby ze strany zaměstnavatelů i státní moci bylo množství dělníků v českých zemích, též podpořených dubnovými událostmi na Ostravsku, připraveno k zahájení prvomájové stávky. K jedněm z největších manifestací došlo toho dne na Střeleckém ostrově v Praze, kde se shromáždilo několik tisíc lidí. Tato a další stávkové a manifestační akce pak doplnily dělnické oslavy Svátku práce probíhající téměř ve všech zemích Evropy a v USA.

## Stávka na Nýřansku
Na základě neutěšených platových a potravinových podmínek propukly v polovině května 1890 taktéž stávky v uhelných revírech v okolí Plzně, zejména pak v Nýřanech a Tlučné, do stávky zde vstoupilo téměř 6 tisíc pracujících. I zde existoval výrazný precedens v podobě velké důlní stávky v únoru 1882. Rakousko-uherské úřady, s vědomím precedentních situací okolo 1. máje, vyslaly do Nýřan 73. pěší pluk z Chebu (asi 300 mužů), rovněž zde bylo hromadně nasazeno četnictvo. Oslavy 1. máje probíhaly na Nýřansku pokojně. K reálné stávce však došlo 19. května. Ve dnech 19. a 20. května pak došlo ke srážkám vojáků a četníků s demonstrujícími. K nejkrvavějšímu střetu došlo u dolu Marta u Nýřan, kde po palbě vojska do stávkujících, kteří si přišli pro potravinové poukázky, zahynulo celkem třináct lidí, včetně třináctiletého chlapce. Rovněž docházelo k zatýkání.  
Pohřeb zabitých v Nýřanech se následně stal hornickou manifestací, které se zúčastnilo až několik desítek tisíc lidí. Akce byla policejně střežena, zákaz k příjezdu do Nýřan dostal též u Mirošova vystěhovalý hornický aktivista Antonín Uxa.

## Výsledky
Turbulentní stávkové dění během jara 1890, oproti řadě předchozích akcí, dosáhlo jistých výdobytků. Vedle individuálních zlepšení pracovních podmínek na pracovištích či dalších impulsů pro zakládání dělnických a hornických spolků bylo jejím hlavním úspěchem ustanovení 1. máje jakožto dělnického svátku v českých zemích, který pak byl počínaje tímto datem v dalších letech většinově respektován.  
Dobové události byly patrně nejrozsáhlejší vlnou stávkových protestů v celé historii českého dělnictva, až do generální stávky v Rakousku-Uhersku vyhlášenou na 14. října 1918. Zároveň, s přibližně minimálně pětadvaceti oběťmi, je lze označit jako nejkrvavěji potlačené dělnické stávkové protesty, potažmo veřejné demonstrace vůbec. 

## Památky

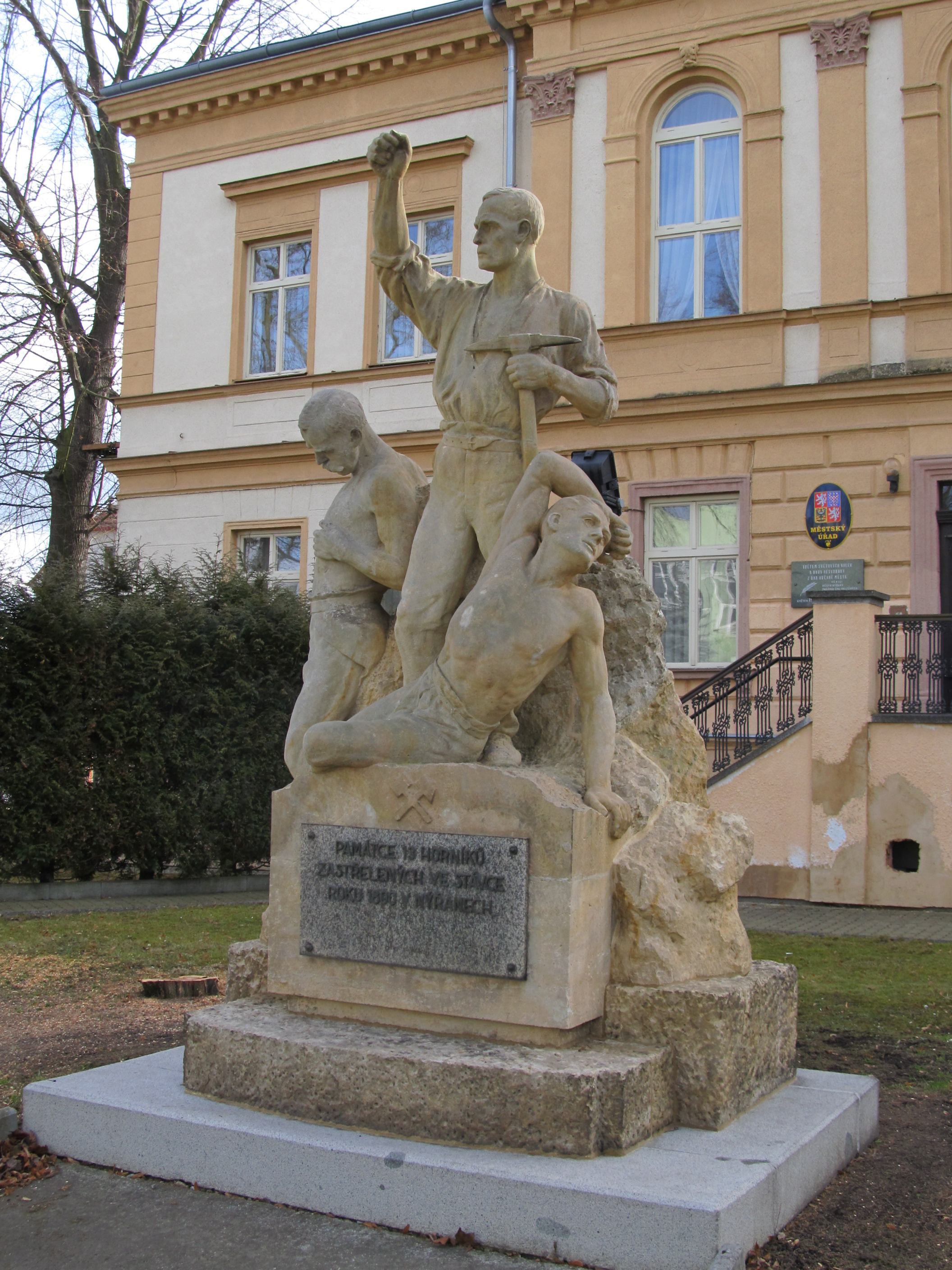
Pomník zastřelených horníků před radnicí v Nýřanech

Události stávky v Moravské Ostravě připomíná několik hromadných hrobů zabitých dělníků, mj. na hřbitově v Ostravě-Vítkovicích. 
Oslavy 1. máje jsou připomenuty pamětní deskou na zdi jedné ze společenských budov v jižní části Střeleckého ostrova.
Na paměť 13 zabitých horníků u Nýřan byl roku 1920 na náměstí v Nýřanech vztyčen pomník událostem z května 1890 v podobě sousoší horníků od sochaře J. Waltera. Během německé okupace Čech, Moravy a Slezska byl zničen a roku 1956 nahrazen novým se sochou od V. Jindřicha.